# Academia de Marinha
A Academia de Marinha MHSE • MHIH é um organismo cultural da Marinha Portuguesa, cuja presidência de honra é exercida pelo Presidente da República de Portugal.

## Atividades
A sua atividade está centrada no estudo, investigação, divulgação e publicação da cultura marítima.
Além da publicação de obras, disponibiliza uma biblioteca e promove exposições artístico-culturais.
A 9 de junho de 1999, foi agraciada com o grau de Membro-Honorário da Ordem do Infante D. Henrique. A 10 de dezembro de 2019, foi agraciada com o grau de Membro-Honorário da Ordem Militar de Sant'Iago da Espada.